# 7Q4

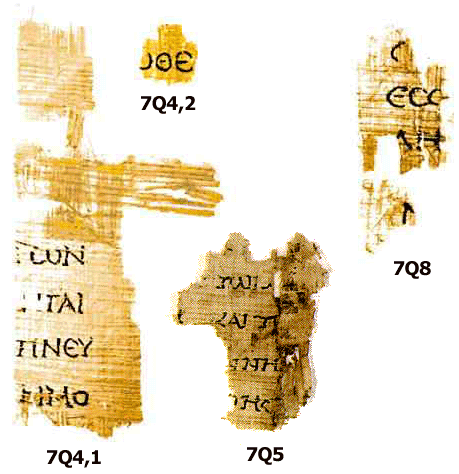
I frammenti 7Q4, 7Q5 e 7Q8

I frammenti 7Q4 sono i resti di un papiro datato dal paleografo Colin H. Roberts tra il 50 a.C. e il 50 d.C., appartenente a quelli che vengono chiamati manoscritti del Mar Morto, ritrovato nella grotta n 7 di Qumran e scritti con lettere greche. La loro identificazione è incerta e dibattuta.

## Caratteristiche
7Q4 è costituito da due parti: il primo frammento è alto 7,2 cm, largo 3,5 cm in alto e 2,1 cm in basso; il secondo è alto 1,1 cm e largo 1 cm. Contiene 16 lettere in cinque righe nel frammento 1 (di cui una non leggibile e due incerte), e 5 lettere in due righe nel frammento 2 (di cui due non leggibili). Secondo il papirologo Carsten Peter Thiede il materiale e i colori dell'inchiostro corrispondono a quelle del 7Q5 e la scrittura assomiglia a quella di due papiri ritrovati ad Ossirinco, il P.Oxy. XXXII 2618, e il P.Oxy XXXVII 2822, datati da E. Lobel al I secolo.

## Identificazione del testo

### Ipostesi di O'Callaghan
Agli inizi degli anni settanta del XX secolo papirologo e gesuita spagnolo José O'Callaghan propose, in diversi articoli e lavori, l'identificazione di alcuni dei papiri ritrovati nella grotta 7, tra cui 7Q4 e 7Q5, come trascrizioni di parti del Nuovo Testamento. Nel caso di 7Q4 si sarebbe trattato di un frammento della Prima Lettera a Timoteo, esattamente il passo in cui Paolo scrive: «(Daranno) retta a spiriti ingannatori e a dottrine diaboliche».
La tesi, che ebbe ed ha tuttora una grande eco nella divulgazione giornalistica e seppur sostenuta da altri esperti (tra cui Herbert Hunger e Carsten Peter Thiede) non convinse tuttavia la maggior parte degli studiosi del campo, che continuarono a considerare i frammenti come non identificati.
Il dibattito scientifico sul papiro 7Q4 è legato alla questione della datazione dei Vangeli. Riconoscere come autentica la Prima lettera a Timoteo, e quindi contemporanea alla vita di San Paolo, significherebbe ammettere implicitamente che i Vangeli circolavano in forma scritta già negli anni 60 del I secolo, giacché nella lettera Paolo cita il Vangelo secondo Luca definendolo Sacra Scrittura: «Dice infatti la Scrittura: "Non metterai la museruola al bue che trebbia", e "Chi lavora ha diritto alla sua ricompensa"» (1Tim 5,18); se la prima citazione è riconducibile a Deuteronomio (25,4), la seconda va riferita al Vangelo secondo Luca (10,7). Di contro, la maggioranza degli studiosi del Nuovo Testamento ritengono la Prima lettera a Timoteo un falso (in termini tecnici è detta infatti pseudoepigrafa) risalente al II secolo, e quindi inutile per datare il Vangelo secondo Luca e gli altri vangeli sinottici da cui dipende.

### Altre proposte di identificazione
Nel 1972 e 1973 C.H. Roberts e lo studioso canadese Gordon Donald Fee proposero indipendentemente la corrispondenza tra 7Q4,1 e Numeri 14:23-24, tuttavia la tesi non ha avuto molto seguito.
Nel 1988 lo studioso tedesco Wilhelm Nebe propose l'identificazione di alcuni di questi frammenti come parte del Libro di Enoch. Durante gli anni novanta Ernest A. Muro, in base ad alcune caratteristiche fisiche del frammenti (es la direzione delle fibre presenti) e alla forma somigliante di alcune lettere, propose la tesi secondo cui 7Q4.1, 7Q4.2, 7Q8 e 7Q12 fossero in origine parte di un unico papiro e, con lo studioso francese Émile Puech, riprese (con alcune piccole differenze) la tesi di Nebe, ipotizzando che questo, oltre ad altri frammenti della grotta 7, facessero tutti parte di una trascrizione del libro di Enoch. È da notare che frammenti in aramaico del libro di Enoch sono stati trovati nella grotta 4, mentre John Strugnell (che fu caporedattore del gruppo che curava la pubblicazione dei manoscritti fino al 1990) ha parlato in un'intervista dell'esistenza di una copia in aramaico del libro, presente su alcuni papiri ritrovati nella grotta 11 ed in possesso di collezionisti privati, a dimostrazione che, nonostante Enoch sia fuori dal canone ebraico e cristiano, apparentemente gli Esseni erano a conoscenza del testo (o perlomeno di parte di esso).
Questa interpretazione dei frammenti, seppur non ancora confermata con sicurezza, è comunque oggi considerata più plausibile rispetto all'identificazione neotestamentaria di O'Callaghan e Thiede. Tuttavia Thiede, nell'ambito della difesa della sua tesi, non ha esitato a contestare aspramente le ipotesi di Munro e Puech, mettendo in dubbio la possibilità dell'esistenza di una traduzione in greco di Enoch nel periodo in oggetto ed accusando i due studiosi di aver lavorato su disegni falsificati ed inventato lettere inesistenti.